# Pachet
Pachet (persiska: پَچَم, پَجَت, پچت) är en ort i Iran.   Den ligger i provinsen Mazandaran, i den norra delen av landet, 230 km öster om huvudstaden Teheran. Pachet ligger 1 088 meter över havet och antalet invånare är 169.
Terrängen runt Pachet är kuperad. Runt Pachet är det ganska tätbefolkat, med 72 invånare per kvadratkilometer. Närmaste större samhälle är Bīsheh Band, 6,1 km öster om Pachet. I omgivningarna runt Pachet växer i huvudsak blandskog.